# Aplanospora

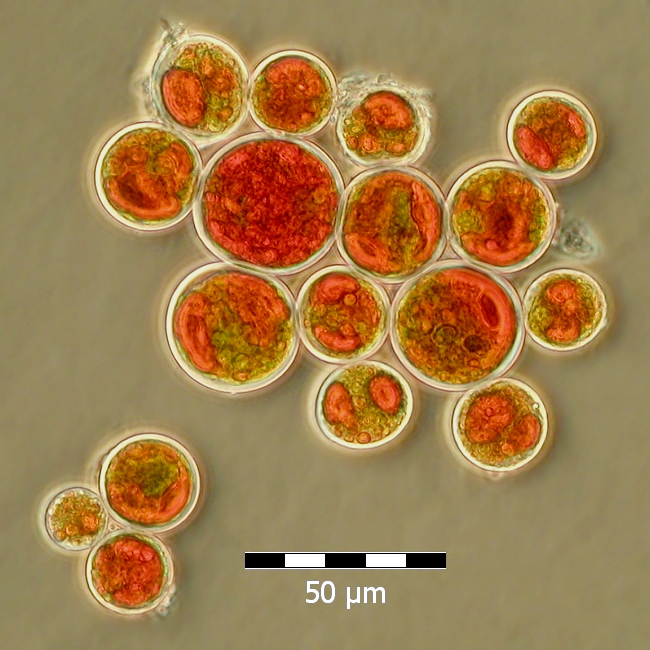
Haematococcus pluvialis w stadium aplanospory

Aplanospora – nieruchliwy zarodnik wytwarzany m.in. przez niektóre grzyby lub glony. Charakteryzuje się cienką ścianą komórkową. Aplanospory są wytwarzane w aplanosporangiach i uwalniane po pęknięciu ścianki na wierzchołku.